# Onkosphäre
Als Hakenlarve oder Onkosphäre („Hakenkugel“) bezeichnet man die erste Larve der Echten Bandwürmer (Eucestoda). Sie entwickelt sich als Wartestadium in den reifen Eiern und ist durch sechs sogenannter Embryonalhaken – hakenförmige Fortsätze am Kopfende – gekennzeichnet, weshalb sie auch als Sechshakenlarve (Hexacanthlarve) bezeichnet wird. Aus ihr entwickelt sich nach Aufnahme durch einen Zwischenwirt die Metacestode. Bei den Diphyllobothriidae bezeichnet man die Onkosphäre als Coracidium. Diese schwimmt als bewimperte Larve frei im Wasser und entwickelt sich im ersten Zwischenwirt zum Prozerkoid.